# Anii 410
Secole: Secolul al IV-lea - Secolul al V-lea - Secolul al VI-lea
Decenii: Anii 360 Anii 370 Anii 380 Anii 390 Anii 400 - Anii 410 - Anii 420 Anii 430 Anii 440 Anii 450 Anii 460
Ani: 410 | 411 | 412 | 413 | 414 | 415 | 416 | 417 | 418 | 419